# Simca 1300 / 1500
 (avril 2023).
Si vous disposez d'ouvrages ou d'articles de référence ou si vous connaissez des sites web de qualité traitant du thème abordé ici, merci de compléter l'article en donnant les références utiles à sa vérifiabilité et en les liant à la section « Notes et références ».
Au début des années 1960 l’Aronde a du mal à soutenir la comparaison en confort et habitabilité avec les plus récentes berlines européennes de moyenne gamme.
Sa mise sur le marché remonte au tout début des années 1950 et malgré sa dernière évolution, le plus moderne modèle P60 (lancé en 1959), il est temps de lui trouver une remplaçante.
Ce sera chose faite le 22 mai 1963 avec la Simca 1300, une voiture au dessin équilibré et racé qui correspond tout à fait aux orientations esthétiques de la nouvelle décennie : lignes tendues, surface vitrée généreuse, habitabilité en net progrès, elle bénéficie d'un style de carrosserie très italien, auquel on peut cependant reprocher une certaine « timidité » esthétique : la voiture connaîtra une importante refonte esthétique après à peine trois ans de carrière en versions 1301 et 1501.
La version break, très logeable, comporte une particularité intéressante au niveau du hayon arrière: articulé vers le bas, pour fournir une plateforme de chargement supplémentaire, il comporte une vitre descendante, la manivelle est actionnable et verrouillable de l'extérieur ce qui facilite le transport des objets longs (planches poutres...etc.), une disposition courante sur les  breaks américains (dits station wagons) mais inédite en France.
Si les choix techniques qui président à sa réalisation sont empreints d’un certain conservatisme avec une propulsion, pont arrière rigide, son style fait mouche. Son « moteur Rush » 1300 hérité de la dernière Aronde P60, est très fiable et relativement nerveux.
La « 1300 » est bientôt épaulée par la « 1500 », reconnaissable extérieurement à sa calandre légèrement différente et à ses pare-chocs prolongés latéralement. Le moteur 1500 allie nervosité et couple.
Fin 1966 (pour le millésime 1967), ces deux modèles cèdent le pas aux « 1301 » et « 1501 », des voitures avec des carrosseries plus longues qui seront déclinées en de nombreuses versions.
Dans le film Playtime de Jacques Tati, c'est le modèle quasi exclusif de véhicules visibles à l'écran (avec quelques Simca 1000). Dans ce film tourné entre 1964 et 1967 on voit toutes les évolutions de l'auto. Elle contribue ainsi à l'esthétique du film délibérément à tendance futuriste. Toutefois, le temps nécessaire au tournage du film fit qu'à sa sortie en 1967 le modèle « futuriste » n'était déjà plus produit depuis un an.
Production de 1963 à 1967 (modèles 1300 et 1500 confondus) : 712 239 exemplaires